# ポップコーンリーグ
ポップコーンリーグ（ポップコーン野球リーグ、繁体字:爆米花棒球聯盟、英語: Popcorn League）は、2014年に発足した、中華民国野球協会が主催する中華民国（台湾）のアマチュア野球（社会人野球）リーグ。

## 概要
2014年、中華民国野球協会と台北のケーブルテレビ事業者である緯来電視網が共同でポップコーンサマー野球リーグ（爆米花夏季棒球聯盟）を結成。
初年度は6チームが参加し5月24日に開幕。8月まで各球団約45試合の公式戦とポストシーズンが行われた。また各球団4人の外国人選手と1人の外国人コーチの獲得を認め、外国人選手のみのドラフト会議を実施した。
2015年と2016年はリーグが開催されなかった。
2017年に開催時期を冬に移動し、10チームでリーグを再開。リーグ名もポップコーン野球リーグ（爆米花棒球聯盟）と改称された。またこの年からは外国人ドラフトはなくなった。
2024年は11チームが参加し、10月17日から12月19日まで各球団20試合の公式戦とポストシーズンが開催された。
アマチュアのリーグではあるが、MLBやNPBでプレーした経験がある選手が参加することもある。また当リーグに参加する各チームは、リーグが開催されていない春から秋までは他のアマチュア野球大会に出場する。

## 参加球団
2024年シーズン。
- 合作金庫（中国語版）
- 台灣電力（中国語版）
- 綺麗珊瑚（中国語版）
- 全越運動（中国語版）
- 台中台壽霸龍（中国語版）
- 台北興富發（中国語版）
- 新北禾聯（中国語版）
- 桃園市（中国語版）
- 台南市（中国語版）
- 屏東紅尾（中国語版）
- 列特博生技（中国語版）

## 優勝チーム
- 2014年 - 崇越隼鷹
- 2017年 - 合作金庫
- 2018年 - 合作金庫
- 2019年 - 台北興富發
- 2020年 - 合作金庫
- 2021年 - 合作金庫[6]
- 2022年 - 合作金庫[7]
- 2023年 - 合作金庫[8]
- 2024年 - 台中台壽霸龍[9]